# Desmalopex
Desmalopex — рід рукокрилих ссавців із родини криланових. Ендеміки Філіппін. Раніше види Desmalopex класифікували в межах роду Pteropus.